# Evaristo Pires Boaventura
Evaristo Pires Boaventura (1888–1969), pessoa que nomeia logradouro homonimo no distrito de Mailasque , foi um trabalhador rural e pioneiro do então bairro do Pinheirinho e hoje distrito de Mailasqui em São Roque (SP), sua trajetória está vinculada à antiga Fazenda Cinzano, importante propriedade agrícola da região. Natural de Cotia, fixou-se em São Roque no início do século XX, contribuindo para o povoamento do local e trabalhando na área que hoje corresponde ao bairro Vinhas do Sol. Participou de reivindicações de serviços públicos e melhoras para o local. A rua que leva seu nome homenageia sua atuação como morador fundador e agente do desenvolvimento local, conforme registros de denominação de logradouros do município 

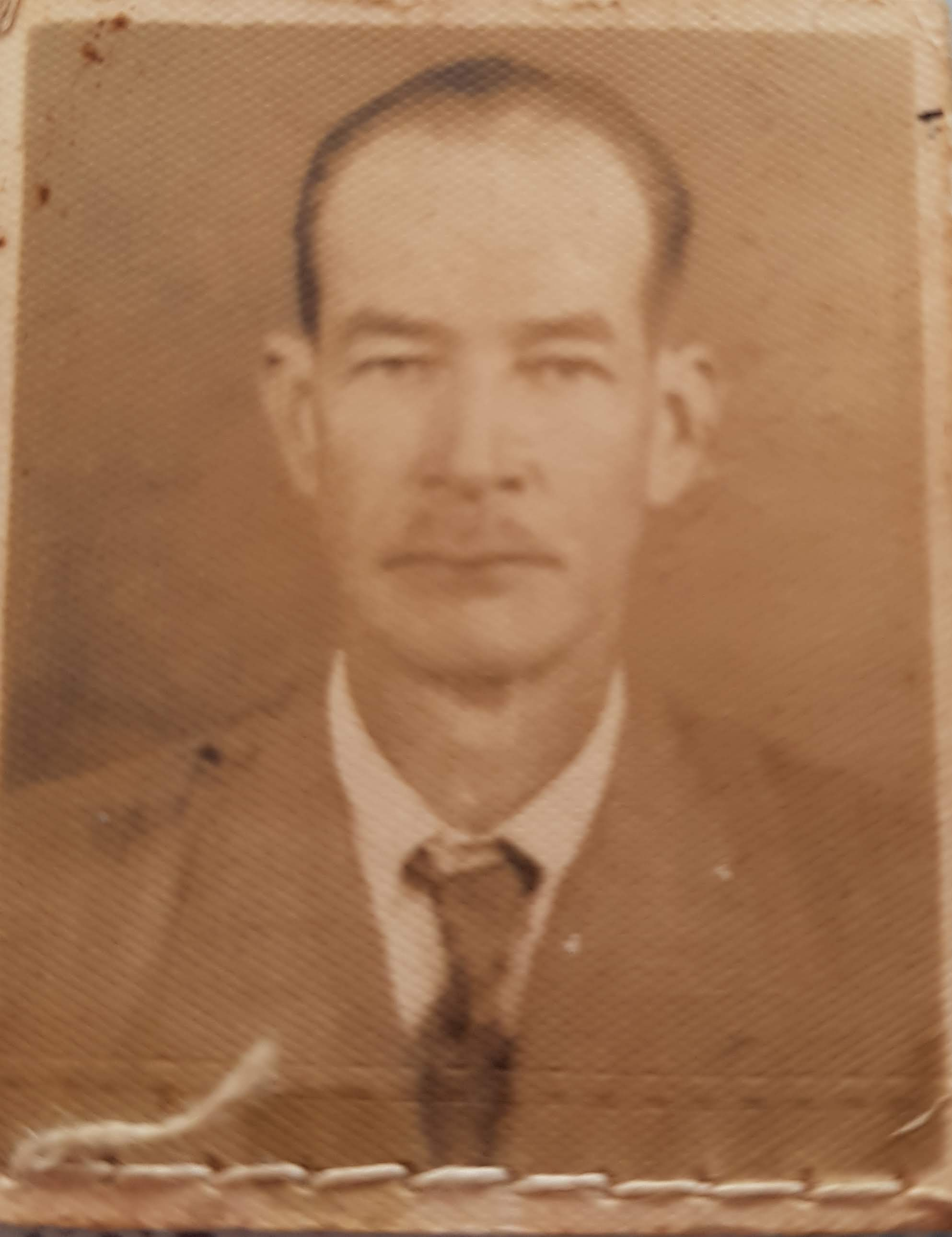
Foto da carteira de identidade de Evaristo

1. 1 2  «CEP Rua Evaristo Pires en São Roque/SP». codigo-postal.org. Consultado em 5 de abril de 2025
2. ↑  «Evaristo Pires Boaventura». Family Search. 31 de outubro de 2021. Consultado em 05 de abril de 2025 Verifique data em: |acessodata= (ajuda)